# Hansen Valley
Das Hansen Valley ist ein breites Tal an der Nordküste Südgeorgiens im Südatlantik. Vom Leith Harbor aus verläuft es in nordwestlicher Richtung.
Das UK Antarctic Place-Names Committee benannte es 2013 in Anlehnung an die Benennung des benachbarten Hansen Point. Namensgeber dieser Landspitze ist vermutlich der Norweger Leganger Hansen (1883–1948), Manager der Walfangstation Leith Harbour von 1921 bis 1937.